# Thập niên 590 TCN
Thập niên 590 TCN hay thập kỷ 590 TCN chỉ đến những năm từ 590 TCN đến 599 TCN.